# La Planète des illusions
La Planète des illusions (What are Little Girls Made of?) est le septième épisode de la première saison de la série télévisée Star Trek. Neuvième épisode à avoir été produit, il fut diffusé pour la première fois le 20 octobre 1966 sur la chaîne américaine NBC.
L'Enterprise retrouve la trace de Roger Korby (le fiancé de l'infirmière Chapel) que l'on pensait disparu depuis des années lors d'une expédition. Le capitaine Kirk se rend dans sa forteresse souterraine et découvre que celui-ci est entouré de robots destinés à remplacer les êtres humains.
L'épisode évoque les androïdes, l'eugénisme et l’inhumanité de la perfection.

## Distribution

### Acteurs principaux
- William Shatner : James T. Kirk (VF : Yvon Thiboutot)
- Leonard Nimoy : Spock (VF : Régis Dubost)
- Nichelle Nichols : Nyota Uhura
- Grace Lee Whitney : Janice Rand

### Acteurs secondaires
- Majel Barrett : Infirmière Christine Chapel
- Michael Strong : Dr Roger Korby
- Sherry Jackson (en) : Andrea
- Ted Cassidy : Ruk
- Harry Basch : Dr Brown
- Vince Deadrick : Matthews
- Budd Albright : Rayburn

## Résumé
L'Enterprise est en approche de la planète Exo III pour découvrir ce qu'il est advenu du Dr Roger Korby dont le dernier message remonte à cinq ans. Les deux dernières expéditions ont échoué à retrouver toute trace de lui.
On découvre qu'il a trouvé refuge dans des cavernes construites par les anciens habitants de cette planète. Korby demande à Kirk de descendre seul parce qu'il a fait une grande découverte et qu'une grave décision sera sans doute nécessaire. Kirk décide toutefois d'être accompagné de Christine Chapel, l'ex fiancée de Korby. À leur arrivée, à l'entrée des cavernes, ils ne trouvent personne, ce qui éveille la méfiance de Kirk.
Kirk finit par rencontrer Korby. Après des retrouvailles passionnées entre Korby et Christine Chapel, Brown, l'arme au poing, interdit à Kirk de prendre contact par radio avec l'Enterprise. Kirk tire sur Brown qui se révèle être un androïde.
Korby a pu concevoir les androïdes Brown et Andrea avec l’aide de Ruk. Ce dernier est le gardien des cavernes. Il a été conçu par les anciens habitants pour entretenir les machines. Il a oublié depuis combien de siècles. Ces androïdes n'obéissent qu'aux ordres de Korby. Pour parfaire sa démonstration, Korby place de force Kirk sur une machine pour en faire la duplication. Lorsque Kirk comprend que c'est pour le remplacer au commandement de l'Enterprise, au moment de voir sa personnalité psychique reproduite, Kirk a l'idée de se répéter une phrase à l'adresse de Spock, pour l'intégrer à la mémoire de son double.
Spock est surpris du retour inopiné de Kirk et encore plus surpris de l'entendre lui dire « Occupez-vous de vos affaires, M. Spock. Je suis fatigué de vos interventions perpétuelles ». Spock comprend immédiatement que quelque chose ne va pas, et prend les mesures nécessaires.
Sur la planète, le vrai Kirk questionne ensuite Ruk sur ce que sont devenus « les Anciens ». Ruk avoue qu'ils ont vécu dans la peur de ces machines qu'ils avaient construites et que les robots ont fini par être éliminés. L'androïde Andrea tombe amoureuse de Kirk. 
Une bagarre avec Kirk révèle que Korby est en réalité lui aussi un androïde. Korby l'androïde tente de convaincre Christine qu'il est encore Korby et, devant son échec, se suicide.

## Autour de l'épisode
- Ni Leonard McCoy, ni Scotty, ni Hikaru Sulu et ni Janice Rand n'apparaissent dans cet épisode.
- C'est le seul épisode de la série où l'Infirmière Chapel fait partie des personnages principaux.
- Cet épisode marque le début du cliché voyant mourir systématiquement les membres d'équipage portant une tenue rouge.
- Le titre vient d'une comptine anglaise nommée « What Little Boy's are for » : « De quoi les petites filles sont-elles faites ? Sucre et épice et tout est bon. »

## Production

### Écriture
L'épisode, écrit par Roger Bloch s'inspire des histoires de savant fou. Le scénariste dit aussi s'être inspiré du travail de l'écrivain H. P. Lovecraft lorsqu'il mentionne les "Grand Anciens" et à travers le côté pyramidal des portes.
La première version du script date du 26 juin 1966 pour une réédition finale en date du 27 juillet. À l'origine l'Entreprise avait été engagé par une riche admiratrice du Docteur Korby du nom de Margo. Lors de la réécriture, Roddenberry se dit qu'il serait mieux que cette personne soit la femme ou la fiancé du Docteur Korby. Il réécrit l'épisode pour que cette personne soit l'infirmière Christine Chapel, vue dans l'épisode L'Équipage en folie. Celle-ci était jouée par la future femme de Roddenberry, Majel Barrett.

### Casting
Budd Albright qui joue le rôle de Rayburn était déjà apparu dans un petit rôle non-crédité dans l'épisode Ils étaient des millions.

### Tournage
Le tournage eu lieu du 28 juillet au 9 août 1966 au studio de la compagnie Desilu Productions sur Gower Street à Hollywood sous la direction de James Goldstone. Lors du tournage le producteur Gene Roddenberry effectuera des réécritures au fur et à mesure du tournage, laissant la production s'étaler sur deux jours de plus que l'agenda prévu. À la suite de ce retard dans le délai, Goldstone ne sera pas réengagé pour tourner d'autres épisodes.
En 1998, Sci Fi Channel dans l'émission Star Trek Insights (Des aperçus de Star Trek) Sherry Jackson, qui tient le rôle d'Andrea a expliqué que William Shatner ne s'était pas gêné pour l'embrasser avec la langue, là où le protocole exigeait un baiser chaste. On peut voir quand elle se retire brusquement, des traces de rouges à lèvres sur la bouche de l'acteur.
Pour évaluer l'efficacité du costume et du maquillage de Ruk, les producteurs ont pris des dispositions pour que Cassidy, déguisé en Ruk, reçoive la visite d'un tailleur pour homme. Le tailleur, qui pensait qu'il rendait visite à Gene Roddenberry, a été si effrayé par le personnage intimidant de Cassidy, qu'il délivra un discours incohérent et embarrassé.

### Post-production
La partition de l'épisode a été composé par Fred Steiner, notamment le thème d'Andrea et de Ruk qui seront réutilisés pour d'autres épisode notamment Un coin de paradis.

## Diffusions

### Diffusion aux États-Unis
L'épisode fut retransmis à la télévision pour la première fois le 20 octobre 1966 sur la chaîne NBC en tant que septième épisode de la première saison. C'est le premier épisode de Star Trek a connaître une rediffusion, le 22 décembre 1966.

### Diffusion au Royaume-Uni et au Québec
L'épisode fut diffusé au Royaume-Uni le 8 novembre 1969 sur BBC One.
En version francophone, l'épisode fut diffusé au Québec en 1971. 

### Diffusion en France
En France, l'épisode est diffusé le 18 septembre 1986 lors de la rediffusion de l'intégrale de Star Trek sur La Cinq.

## Réception critique
L'actrice Sherry Jackson s'est toujours dit assez contente de cet épisode et s'est plusieurs fois produites dans des conventions de science-fiction avec le costume d'Andrea y compris un mois avant la diffusion de l'épisode. En septembre 1966, elle subit même une tentative de drague de l'écrivain Harlan Ellison.
Dans un classement pour le site Hollywood.com Christian Blauvelt place cet épisode à la 40e position sur les 79 épisodes de la série originelle et ironise sur les malheurs de l'infirmière Chapel. Pour le siteThe A.V. Club Zack Handlen donne à l'épisode la note de B+ trouvant l'épisode parfois répétitif et trouvant qu'en l'absence de Spock ou de McCoy, le personnage du capitaine Kirk est bien moins intéressant.

## Novélisation
L'épisode fut novélisé par l'auteur James Blish dans le livre Star Trek 11, le onzième recueil compilant différentes histoires de la série et sorti en 1975 aux éditions Bantham Books.
L'épisode a connu une suite non officielle avec le roman tiré de l'univers de Star Trek, Double, Double de Michael Jan Friedman, dans lequel un autre androïde de Brown apparaît et construit un autre androïde de Kirk. Il est fait mention de la planète dans le roman The Worst of Both Worlds.

## Éditions commerciales
Aux États-Unis, l'épisode est disponible sous différents formats. En 1985, l'épisode est sorti en VHS et Betamax. L'épisode sortit en version remastérisée sous format DVD en 1999 et 2004.
En France, l'épisode fut disponible avec l'édition VHS de l'intégrale de la saison 1, sortie le 13 janvier 2000. L'édition DVD est sortie le 30 août 2004 et l'édition Blu-ray le 29 avril 2009.